# منگخووو (استان لهستان بزرگ‌تر)
منگخووو (به لاتین: Mnichowo) یک روستا در لهستان است که در گمینا گنگزنو واقع شده‌است. منگخووو ۴۵۰ نفر جمعیت دارد.